# Pierrefiche (Aveyron)
Pierrefiche é uma comuna francesa na região administrativa de Occitânia, no departamento de Aveyron. Estende-se por uma área de 17,1 km². Em 2010 a comuna tinha 282 habitantes (densidade: 16,5 hab./km²).